# Cecily Strong
Cecily Legler Strong, född 8 februari 1984 i Springfield i Illinois, är en amerikansk skådespelare och komiker.
Mellan 2012 och 2022 var hon en del av skådespelarensemblen i sketchprogrammet Saturday Night Live.

## Biografi
Cecily Strong föddes i Springfield men växte upp i Oak Park, en förort till Chicago. Hon beundrade Saturday Night Live och spelade upp sketcher från programmet med sina vänner. Hennes farbror var producent på Broadway och såg till att hon fick se många pjäser och träffa skådespelare. Hon hann bara precis börja gymnasiet innan hon blev avstängd för att ha med marijuana till skolan. Det ledde till att hon fick börja på en privat katolsk skola, men inför sitt sista gymnasieår fick hon gå på Chicago Academy of the Arts där hon gick ut 2002. Hon avlade sedan en kandidatexamen i scenkonst 2006 vid California Institute of the Arts.
Strong återvände sedan till Chicago och började arbeta på improvisationsteatrarna The Second City och iO Theater. Tillsammans med några medarbetare uppträdde de på humorfestivaler som Chicago Sketch Fest, Chicago Just for Laughs och Edinburgh Festival Fringe. Hon debuterade i Saturday Night Live den 15 september 2012. Året efter fick hon rollen som nyhetsankare i programmets nyhetsdel "Weekend Update", först tillsammans med Seth Meyers och senare tillsammans med Colin Jost. 2014 blev hon enligt eget önskemål ersatt av Michael Che då hon ville fokusera på sketcher. Strong blev nominerad till en Primetime Emmy Award för sitt arbete 2020 och 2021.
Strong väckte uppmärksamhet bland abortaktivister, såväl förespråkare som motståndare, när hon 2021 gjorde en sketch om en clown som gjorde abort när hon var 23, vilket var en referens till hennes egen abort. Hon gjorde en sketch till på ämnet 2022. Hon blev omtyckt och hyllad för sina imitationer av bland andra Christina Aguilera, Khloé Kardashian, Rachel Maddow och Fran Drescher. Efter tio år på Saturday Night Live gjorde hon sista program den 17 december 2022 och var då den kvinna som medverkat längst på Saturday Night Live.
Under tiden i Saturday Night Live hann också Strong med att göra reklamfilmer för stora märken. Hon gästskådespelade även i TV-serier som Angie Tribeca (2016) och Scream Queens (2016). Hon medverkade också i mindre roller i filmer som The Bronze (2015), The Boss (2016) och Ghostbusters (2016). Under Covid-19-pandemin skrev hon och publicerade boken This Will All Be Over Soon, som var hennes memoarer om livet under en pandemi och att förlora familjemedlemmar. I januari 2022 scendebuterade hon i pjäsen The Search for Signs of Intelligent Life in the Universe.
Efter Saturday Night Live har hon gjort röstroller i filmerna Leo (2023) och Katten Gustaf – Filmen (2024). Hon har även gjort ytterligare ett scenframträdande i pjäsen Brooklyn Laundry (2024).

## Privatliv
Strong är förlovad med sin pojkvän Jack.

## Filmografi (i urval)

### Film
| År   | Titel                   | Roll            | Notering |
| ---- | ----------------------- | --------------- | -------- |
| 2012 | How to Sponsor a Uterus | Karen Rigsby    | Kortfilm |
| 2015 | The Bronze              | Janice Townsend |          |
| 2015 | Slow Learners           | Amber the ex    |          |
| 2015 | The Meddler             | Jillian         |          |
| 2016 | The Boss                | Dana Dandridge  |          |
| 2016 | Ghostbusters            | Jennifer Lynch  |          |
| 2018 | The Female Brain        | Zoe             |          |
| 2022 | Sparring Partner        | Kvinna          | Kortfilm |
| 2023 | Leo                     | Virginia Malkin | Röstroll |
| 2024 | Katten Gustaf – Filmen  | Marge           | Röstroll |

### TV
| År        | Titel                                      | Roll             | Notering                                                              |
| --------- | ------------------------------------------ | ---------------- | --------------------------------------------------------------------- |
| 2012–2022 | Saturday Night Live                        | Olika roller     | 215 avsnitt                                                           |
| 2013–2015 | The Awesomes                               | Olika roller     | Röstroll, 13 avsnitt                                                  |
| 2016      | Angie Tribeca                              | Samantha Stevens | Avsnitt: "Tribeca's Day Off"                                          |
| 2016      | Superstore                                 | Missy Jones      | Avsnitt: "Olympics"                                                   |
| 2016      | Maya & Marty                               | Olika roller     | Avsnitt: "Ricky Gervais and Cecily Strong"                            |
| 2016      | Scream Queens                              | Catherine Hobart | Avsnitt: "Scream Again"                                               |
| 2017      | Man Seeking Woman                          | CCN Reporter     | Avsnitt: "Horse"                                                      |
| 2017      | Detroiters                                 | Roz Chunks       | Avsnitt: "Dream Cruise"                                               |
| 2017      | Great News                                 | Jessica          | Avsnitt: "Night of the Living Screen"                                 |
| 2018      | The Simpsons                               | Megan Matheson   | Röstroll, avsnitt: "Homer Is Where the Art Isn't"                     |
| 2018      | Nature Cat                                 | Petunia          | Avsnitt: "Garden Impossible"                                          |
| 2019      | RuPauls dragrace: All Stars                | Gästdomare       | Avsnitt: "Roast in Peace"                                             |
| 2019      | I Think You Should Leave with Tim Robinson | Brenda           | Avsnitt: "It's the Cigars You Smoke That Is Going to Give You Cancer" |
| 2020      | Loafy                                      | Becca            | 5 avsnitt                                                             |
| 2021      | That Damn Michael Che                      | Kvinna i hiss    | Avsnitt: "Policin"                                                    |
| 2021–2023 | Schmigadoon!                               | Melissa Gimble   | 12 avsnitt                                                            |
| 2024      | Last Week Tonight with John Oliver         | Ginger           | Röstroll, avsnitt: "Medicaid"                                         |

### Teater
| År   | Titel                                                    | Roll        | Teater             |
| ---- | -------------------------------------------------------- | ----------- | ------------------ |
| 2022 | The Search for Signs of Intelligent Life in the Universe | Alla roller | The Shed, New York |
| 2024 | Brooklyn Laundry                                         | Fran        | New York Center    |